# スイスの医療

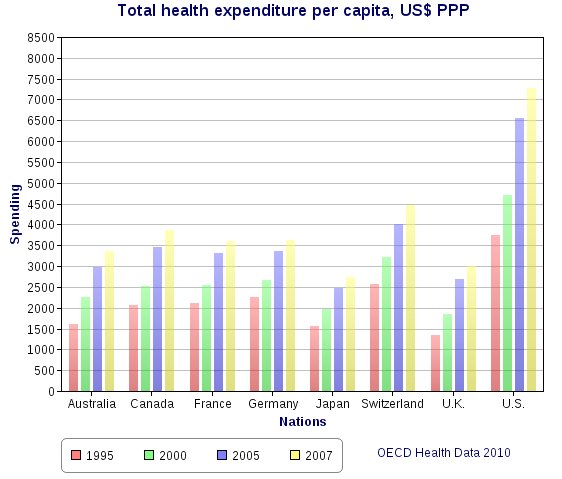
各国の年間医療費支出（米ドル、PPP調整）

スイスの医療（Healthcare in Switzerland）ではユニバーサルヘルスケアが実現されており、スイス連邦医療法によって所管されている。法定の強制保険が存在し全スイス滞在者（3か月以上滞在者および出生者）に適用される。国際公務員および外交官とその家族は強制保険から免除されるが、任意加入が可能である。
医療費のGDP比は2020年で11.8%を占める。2021年の乳児死亡率は1,000人あたり3.38（男子：3.64人、女子：3.11人）、2019年での平均余命は83.4歳（男性が81.8歳、女性が85.1歳）であった。

## 強制保険
1996年より全スイス居住者は標準医療保険へ加入する義務があり、強制保険のカバー範囲は連邦医療保険法にて定められている。保険者は自由に選ぶことができ、公法人だけでなく政府認可企業も選択でき、管理競争政策が取られている。全ての保険加入者は毎月保険料を支払う必要があり、保険料は保険者および居住地域によって様々である。18歳未満の市民、低所得者の保険料は割安となっている。
保険者は標準医療保険の契約を拒むことはできず、年齢・健康状態にかかわらず加入させなければならない。保険者ごとの加入者リスクは保険者間の補助金で調整される。また保険者は標準医療保険で利益を上げることは禁じられているが、追加オプションを提示することができる。
医療保険では治療費および入院費をカバーしているが、自己負担が存在する。プランは以下が選べる
1. 年平均の医療費を、300CHF〜2500CHFの間で被保険者が選択するプラン
2. 医療費の10%を自己負担し、かつ年間自己負担の総額上限が700CHF（薬代を除く）であるプラン

2014年における、標準医療保険（事故保険付き）の保険料は以下の通り。
- 25歳以上の成人　CHF 396.12
- 19-25歳の青年　CHF 363.55
- 0-18歳の子供　CHF 91.52

医師は標準医療保険でカバーされない治療も実施できるが（混合診療）、患者に対して告知義務があり、患者はそれに疑問点があれば保険者に審査を求めることができる。

## 民間保険
強制保険を補う形で民間医療保険制度が存在し、強制保険でカバーされない治療や病室アップグレードなどを提供している。たとえば、歯科医療や一人部屋病室などは強制保険でカバーされていない。
保険料は保険会社によってばらつきがあるが、それは年齢と居住地域によるものでなければならず、性別や健康状態で差をつけることはできない。
このようなリスクベース保険料は、強制保険のカバー範囲では用いられない。法定強制保険の範疇となる部分では、保険会社は年齢・性別・健康状態などによってカバー範囲に差をつけることはできない。

## 医療機関
医療制度は、公的・一部民営・完全民営のそれぞれのセクターが存在する。
- 公的：たとえばジュネーヴ大学は2,350病床と8,300人のスタッフを抱え、年間50,000人の患者に対応する
- 一部民営：在宅診療アサービスは出産・小児・傷病・傷害・老年ケアなどに対応する
- 完全民営：プライベート医師・プライベート病院

保険加入者は、どのセクターから医療を受けるかは完全に自由に選択することができ、自分の加入する保険のプランと公式料金表を参考に各自で選んでいる。
どの保険会社に加入するかも自由に選択することができ、法定の"caisse-maladie"に選択することも、追加料金を払って民間の医療保険会社に加入することもできる。保険会社を認可する権限はスイス州レベルにある。

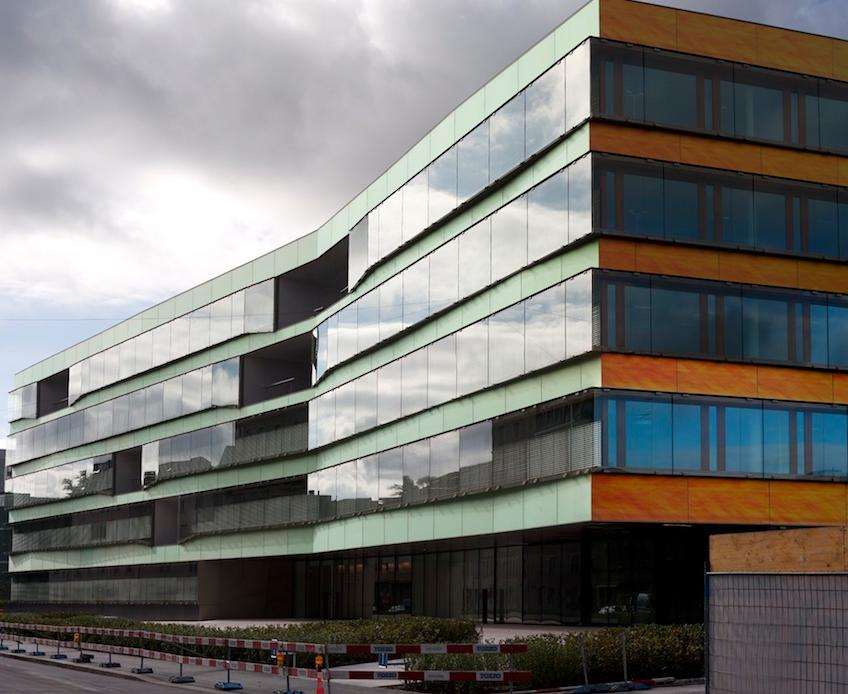
バーゼル市の小児病院
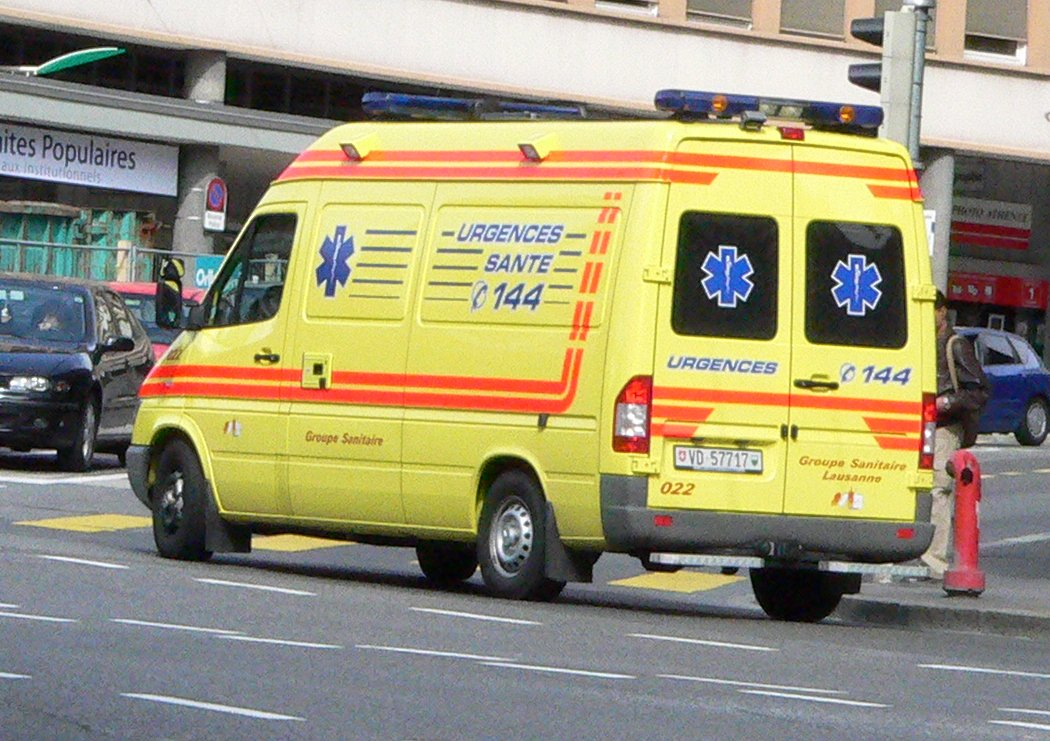
スイスの救急車